# Solanum cordovense
Solanum cordovense är en potatisväxtart som beskrevs av Sessé och José Mariano Mociño. Solanum cordovense ingår i släktet skattor som ingår i familjen potatisväxter. Inga underarter finns listade i Catalogue of Life.